# Naturschutzgebiet Quellbereich der Osterkalle

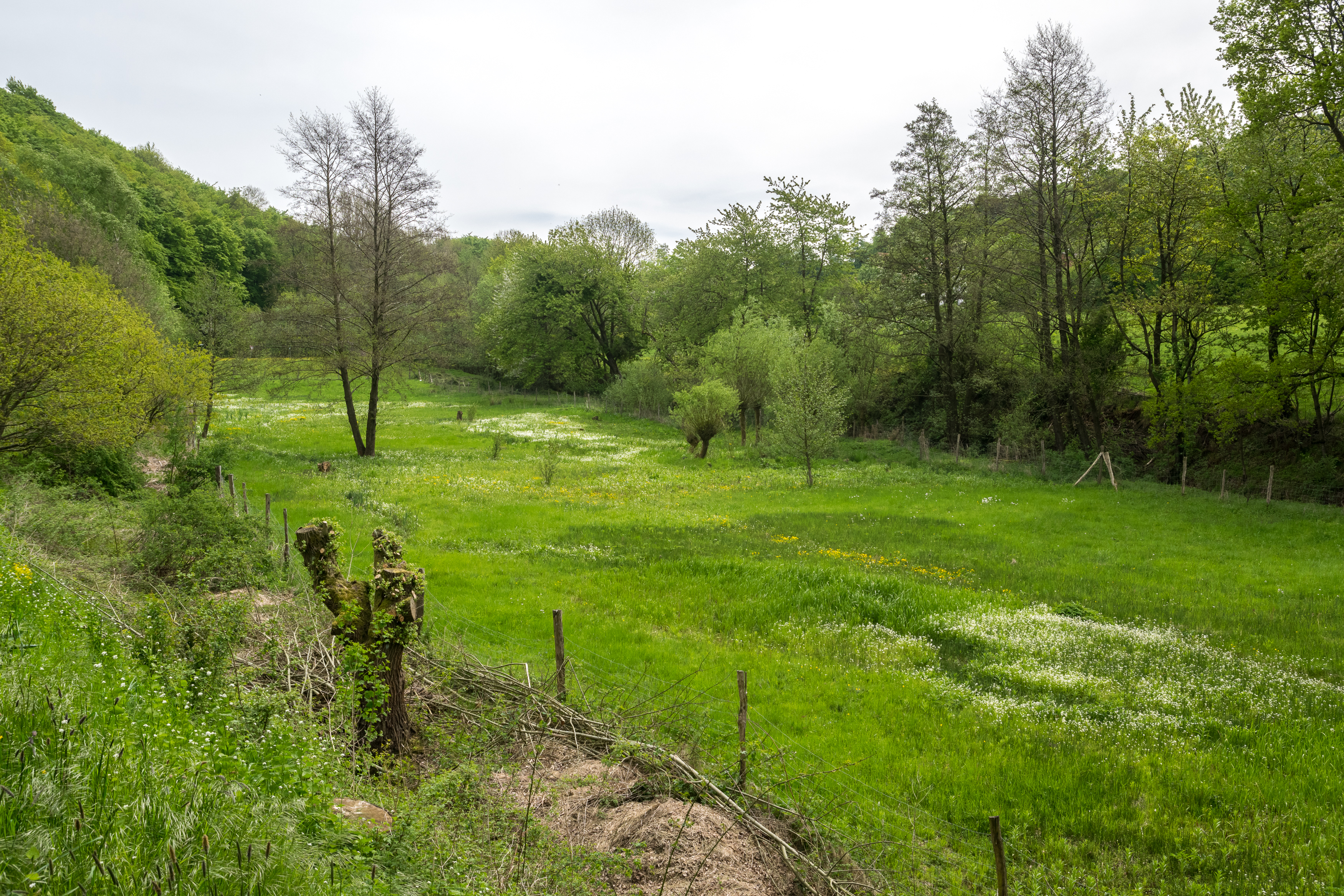
Naturschutzgebiet Quellbereich der Osterkalle

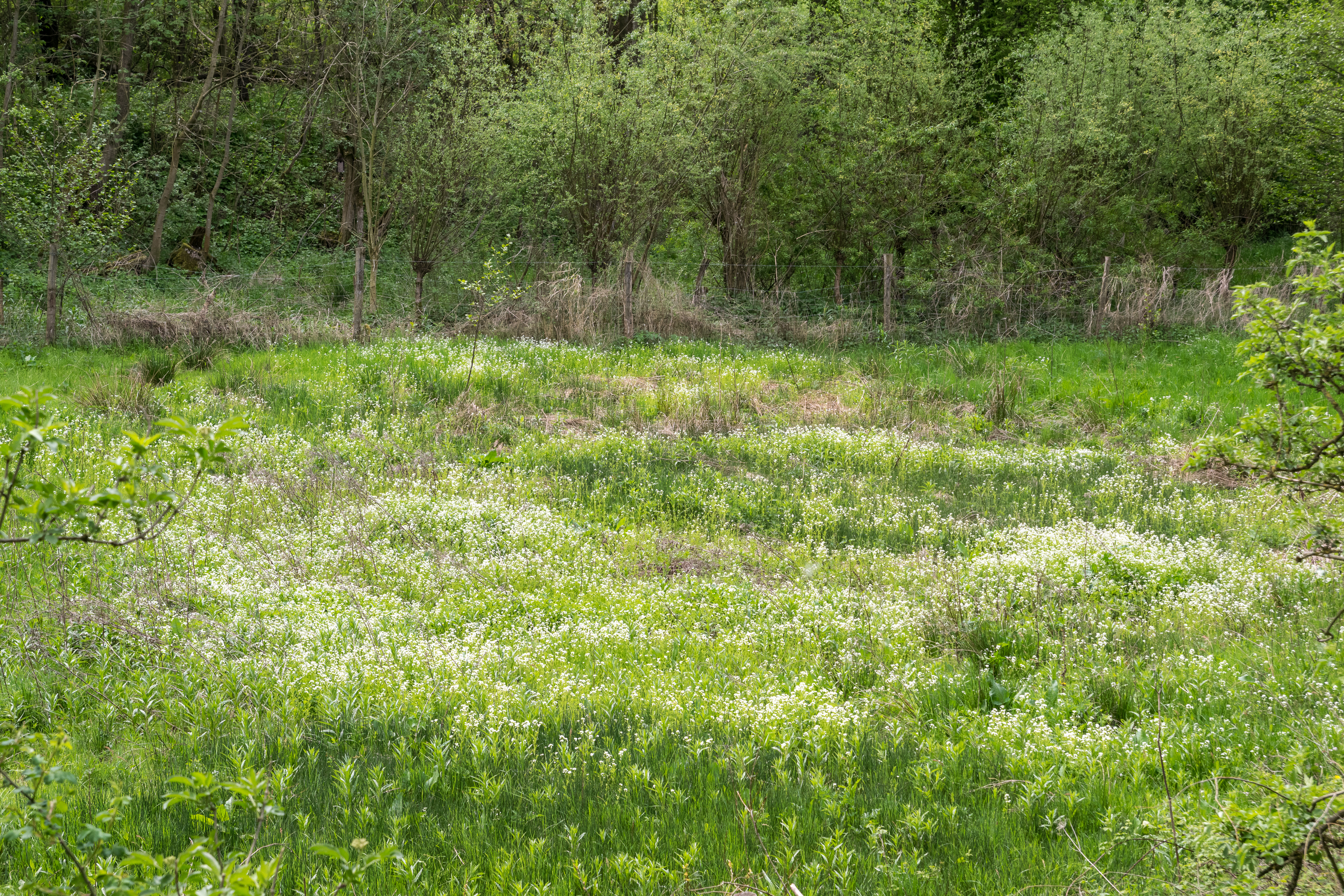
Quellbereich der Osterkalle

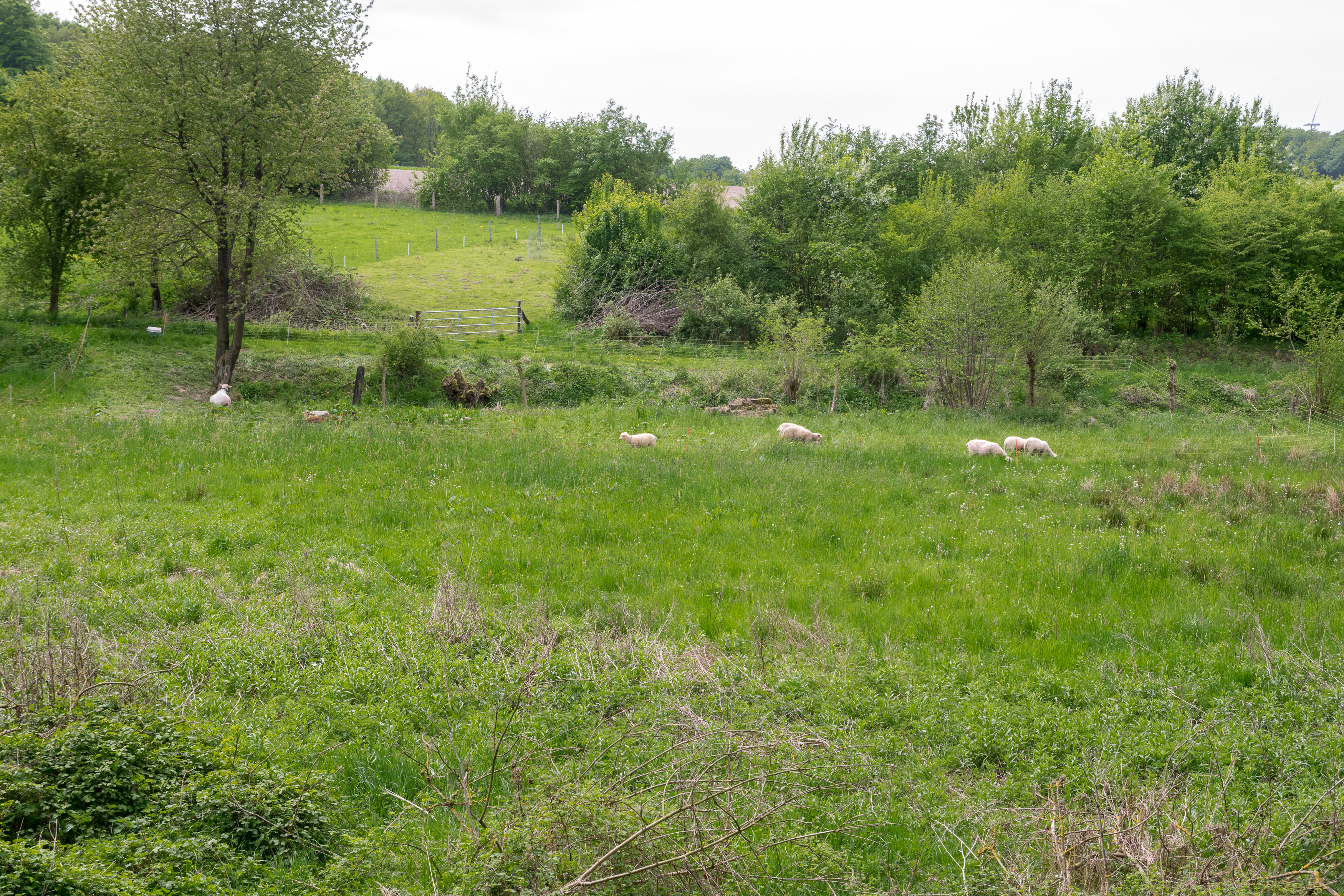
Schafweide

Das Naturschutzgebiet Quellbereich der Osterkalle mit 23 ha Flächengröße liegt südöstlich von Lüdenhausen im Gemeindegebiet von Kalletal. Es wurde 1995 mit dem Landschaftsplan Nr. 4 Kalletal durch den Kreistag des Kreises Lippe erstmals als Naturschutzgebiet (NSG) ausgewiesen. 2004 erfolgte die erneute Ausweisung durch den Kreistag mit dem geänderten Landschaftsplan. Das NSG geht im Norden bis zur L 861. Im NSG liegt ein Bauernhof wie eine Insel, die nicht zum NSG gehört.

## Beschreibung
Das Naturschutzgebiet umfasst den Quellbereich der Osterkalle und den Bachlauf bis nahe Lüdenhausen. An der Osterkalle steht ein gewässerbegleitender Gehölzsaum. In der Aue befinden sich auch Feucht- und Nasswiesen und einige Brachflächen. An den Hängen liegen überwiegend Grünlandflächen.

## Schutzzwecke für das NSG
Laut Landschaftsplan erfolgte die Ausweisung des NSG
- „zur Erhaltung und Entwicklung eines typischen Kastentals mit naturnahem Bachlauf, Nasswiesen und Teichen,“
- „zur Erhaltung, Wiederherstellung und Entwicklung von Lebensstätten, wildlebender Pflanzen und Tiere, die an Gewässer und gewässernahe Biotopstrukturen gebunden sind,“
- „zur Erhaltung, Herstellung und Wiederherstellung von extensiv genutzten Grünlandgesellschaften verschiedener Feuchtestufen,“
- „zur Sicherung eines Quellbereiches.“[1]